# Karl Wilhelm Ludwig Pappe
Karl Wilhelm Ludwig Pappe (1803 - 14 de octubre de 1862) fue un botánico pteridólogo alemán, nacido en Hamburgo.
Estudió medicina y botánica en Leipzig, y en 1831 se estableció en Ciudad del Cabo,Sudáfrica como médico. Su principal objetivo pronto se volcó hacia la botánica, y comenzó a realizar extensas investigaciones de la flora de Sudáfrica. Más tarde se ganaría el título de "Botánico colonial", y en 1858 se convirtió en el primer profesor de botánica en la "South African College". Su herbario personal (incluyendo las colecciones adquiridas de su colega Karl L. P.Zeyher 1799-1858) se convirtió en el núcleo del herbario del Museo de Sudáfrica.
Pappe escribió numerosos artículos sobre la flora sudafricana y también publicó una obra que incluía la flora indígena en el hinterland de Leipzig titulado Synopsis plantarum phaenogamarum agro Lipsiensi indigenarum, de 1828.

## Otras publicaciones
- 1857.  Florae Capensis medicae prodromus; or, an enumeration of South African plants used as rededies by the colonists of the Cape of Good Hope. Ed. Cape Town, W. Brittain. vi + 54 pp.

- Pappe, KWL; RW Rawson. 1858.  Synopsis filicum Africae Australis, or, An enumeration of the South African ferns hitherto known. viii + 57 pp.

- 1862.  Silva Capensis : or a description of South African forest trees and arborescent shrubs used for technical and economical purposes. Ed. Ward, Londres. 59 pp.

## Honores

### Eponimia
Género
- Pappea Eckl. & Zeyh. 1835 de la familia Sapindaceae fue nombrado en su honor

- La abreviatura «Pappe» se emplea para indicar a Karl Wilhelm Ludwig Pappe como autoridad en la descripción y clasificación científica de los vegetales.[1][2]